# Estação Barbara
Barbara é uma estação da linha 4 do Metrô de Paris. Foi inaugurada em 2022.

## Localização
Esta estação está localizada sob a avenida de Stalingrado em Bagneux, entre as estações Mairie de Montrouge e Bagneux-Lucie Aubrac, entre o Forte de Montrouge e o Cemitério de Bagneux.
A linha é subterrânea e o principal acesso à estação está na esquina das avenidas de Verdun e Henri-Ginoux (comuna de Montrouge), no cruzamento com a avenue Marx-Dormoy. Um acesso secundário está localizado na esquina da avenue de Stalingrad com a avenue du Colonel-Fabien (comuna de Bagneux).
A bilheteria está localizada na entrada principal no nível da rua. Elevadores rápidos de grande capacidade fornecem acesso a um mezanino acima das plataformas.

## Nome
Os Francilianos escolheram o nome da estação de metrô. Os três nomes colocados à votação foram Fort de Montrouge, Coluche e Barbara. A votação teve lugar de 17 de maio a 17 de junho de 2018. O nome escolhido é da cantora Barbara (1930-1997)

## Obras
As obras de desvio das redes começaram em 2014. A abertura da extensão para Bagneux - Lucie Aubrac está prevista pelo Sindicato de Transportes da Île-de-France (STIF) em 2021. O início das obras de infraestrutura ocorreu em junho de 2015
Um grupo de empresas liderado por Spie Batignolles TPCI deve construir a estação e os túneis de conexão, ao norte depois do fim da linha da estação Mairie de Montrouge, ao sul para uma obra de estrutura, tudo para um mercado de 73 milhões de euros.
O canteiro foi lançado oficialmente em 8 de julho de 2015.

## Correspondências
A linha 4 do metrô estará em correspondência com as linhas 128 e 323 da rede de ônibus RATP.